# Hontangas
Hontangas ist ein Ort und eine Gemeinde (municipio) mit 99 Einwohnern (Stand: 2024) im Zentrum der Provinz Burgos in der Autonomen Gemeinschaft Kastilien und León. Hontangas liegt in der Comarca und der Weinbauregion Ribera del Duero.

## Lage und Klima
Die Gemeinde Hontangas liegt etwa 75 Kilometer südlich der Provinzhauptstadt Burgos in einer Höhe von ca. 840 m am Río Riaza. Das Klima ist gemäßigt bis warm; Regen (ca. 540 mm/Jahr) fällt übers Jahr verteilt.

## Sehenswürdigkeiten
- Kirche Johannes der Täufer (Iglesia San Juan Bautista)
- Einsiedelei Unsere Liebe Frau von La Cueva

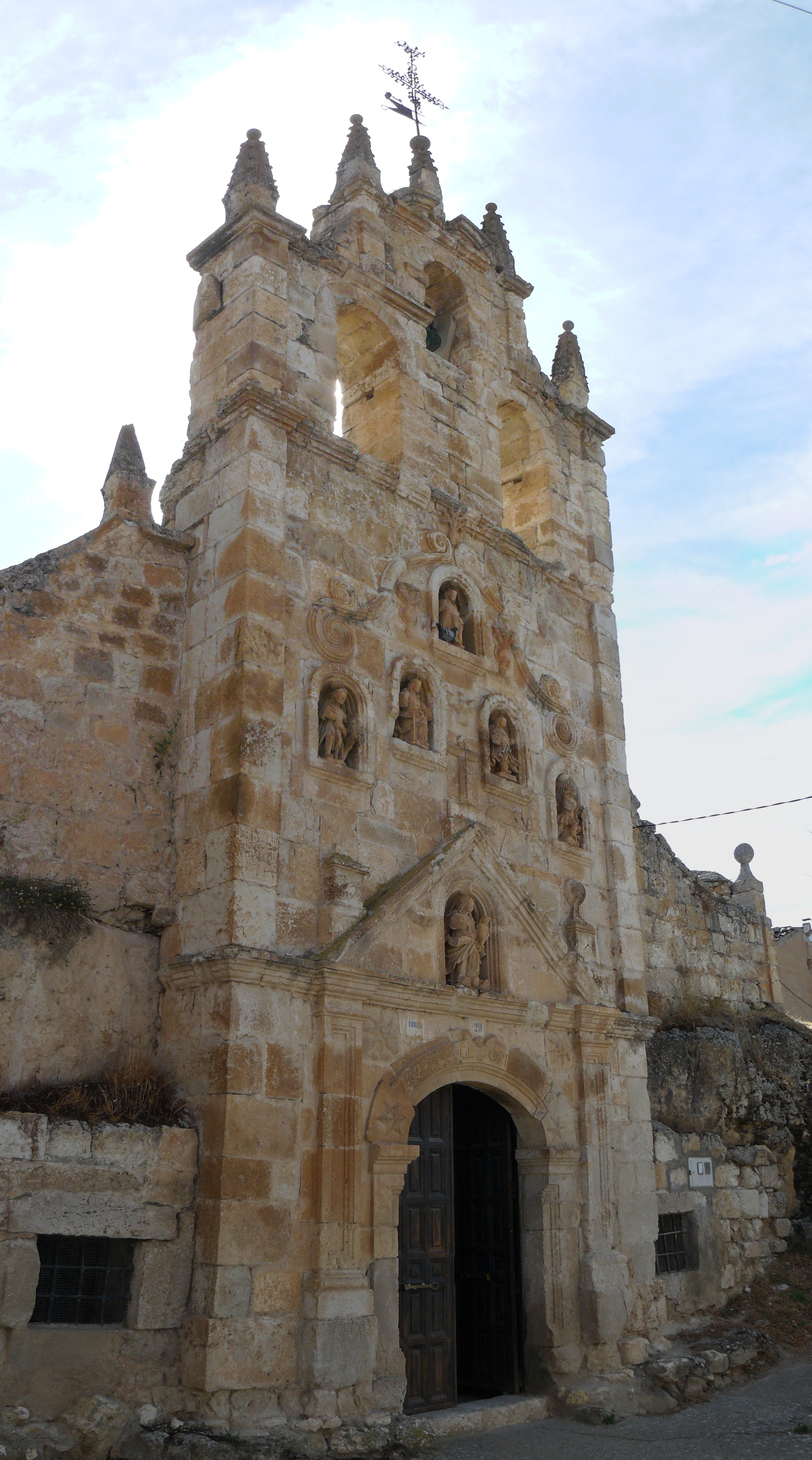
Kirche Johannes der Täufer und Einsiedelei